# یاکوف گرونیموس
یاکوف لازارویچ گرونیموس (به روسی: Yakov Lazarevich Geronimus) (زاده ۶ فوریه ۱۸۹۸ در روستوف-درگذشته ۱۷ ژوئیه ۱۹۸۴ در خارکف) ریاضیدان اهل روسیه بود. او که در سال ۱۹۳۹ درجه دکتری ریاضیات را با سرپرستی سرگئی برنشتاین به دست آورد، به ویژه به دلیل کارهایش در زمینه مکانیک نظری و چندجمله ای های متعامد نامدار است. در ریاضیات، چندجمله ای های گرونیموس به افتخار وی نامگذاری شده اند. 